# 전체 확률의 법칙
전체 확률의 법칙(全體 確率의 法則, law of total probability) 또는 전확률 정리는 조건부 확률과 관계된 법칙이다. 조건부 확률로부터 조건이 붙지 않은 확률을 계산할 때 쓸 수 있다. 또한 베이즈 정리 공식의 일부에 전확률 정리 공식이 들어간다.
사상(집합) B는 사상 A의 부분 사상이고, 사상 A가 사상 A1, A2, ..., Ak로 나눌 수 있을 때 전확률 공식이 성립한다.
- 조건부 확률

{\displaystyle P(A|B)={\frac {P(B\cap A)}{P(B)}}}
- 곱셈 공식

P(A∩B) = P(A|B)P(B) = P(B∩A) = P(B|A)P(A)
A와 B가 독립시행일 경우 P(A∩B) = P(A)*P(B)
- 전체 확률의 법칙

P(B) = P(B∩A)
= P(B∩A1) + P(B∩A2)
= P(B|A1)P(A1) + P(B|A2)P(A2)
- 베이즈 정리

{\displaystyle P(A_{1}|B)={\frac {P(B\cap A_{1})}{P(B)}}}
= {\displaystyle {\frac {P(B|A_{1})P(A_{1})}{P(B)}}}
= {\displaystyle {\frac {P(B|A_{1})P(A_{1})}{P(B|A_{1})P(A_{1})+P(B|A_{2})P(A_{2})}}}

## 같이 보기
- 큰 수의 법칙
- 주변 분포